# 中国北方航空
中国北方航空公司，简称北航，组建于1990年6月16日，是当时中国民航总局直属六大骨干航空公司之一。以沈阳桃仙国际机场为运营基地，下辖吉林、大连两家分公司， 还在海南三亚参与合营北亚航空公司，与黑龙江省合营天鹅航空公司。曾主要经营152条航线，其中国际航线16条，通往6个国家和地区的12个城市。公司曾于1996年、1999年两次荣获了中国民航总局颁发的航空安全“金鹰杯”。

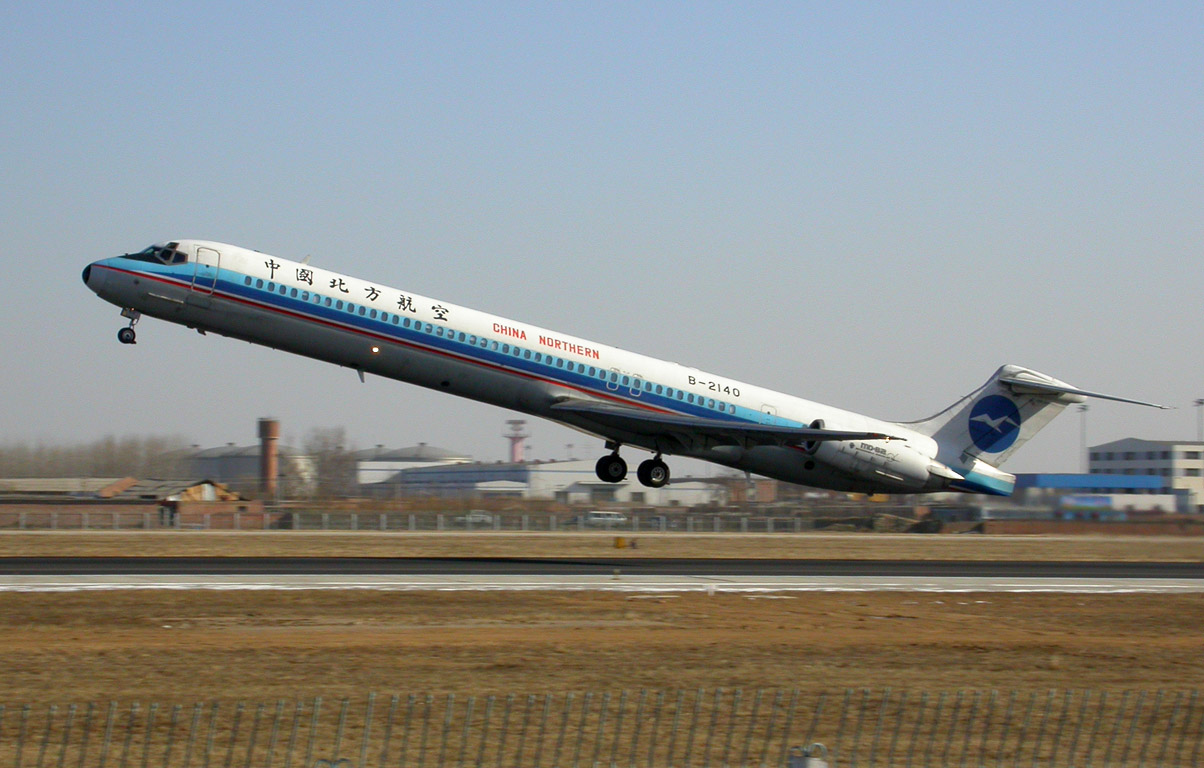
北方航空的麦道MD-82從北京起飛

根据2002年中国民航改革重组战略，当年10月，中国北方航空公司与中国南方航空公司、新疆航空公司組成新的中国南方航空股份有限公司。重组后，中国北方航空公司正式启用“中国南方航空集团北方公司”的名称，并统一使用IATA航空公司代码“CZ”。分公司总部，依旧设立在沈阳。但是根据国家市场监督管理总局国家企业信用信息公示系统数据显示，中国北方航空公司的注册信息仍以中国南方航空集团全资子公司的形式处于存续状态，中国南方航空集团北方公司的部分招标信息等也以北方航空公司的名义发布。

## 历史

### 民航瀋陽管理局
1954年11月10日，东北地区各航空站划归民航北京管理处。1958年，辽宁、吉林、黑龙江省相继在省会城市所在地民航站的基础上成立省级民航管理处（1959年-1960年改称管理局）:47。
1964年11月11日，中国民用航空总局在东北地区成立中国民用航空沈阳管理局，原由民航北京管理局领导的民航黑龙江省管理局也划归民航沈阳管理局:88。
1977年12月，民航总局将两架霍克薛利三叉戟型调拨给沈阳管理局，自此沈阳管理局开始运营涡扇客机:190。1985年引进的麦克唐纳-道格拉斯MD-82成为沈阳管理局第二款涡扇机型，民航沈阳管理局时期引进10架，北方航空时期引进17架:191。
1987年1月，国务院批准《关于民航系统管理体制改革方案和实施步骤的报告》，民航沈阳管理局1987年第四季度开始着手改革，但体制改革方案直至1989年4月29日才拟定完毕，该方案在沈阳地区设立中国北方航空公司、民航东北管理局、沈阳桃仙机场、民航东北管理局航管中心、中航油沈阳公司等单位:48。1990年3月19日，民航局局长办公会议同意组建上述单位。

### 北方航空时期
1990年6月16日，民航沈阳管理局正式撤编，中国北方航空公司挂牌:48，总部设于沈阳市大东区小河沿路3-1号民航东塔小区一带:69。1992年8月，民航黑龙江、吉林省局亦实施政企分开改革，飞行、机务、销售等部门划归北方航空公司，成立北方航空黑龙江分公司及吉林分公司，北方航空后来于1993年3月18日成立大连分公司:48-49。
1991年，北方航空决定引进空中客车A300，但1992年6月才获得国家计委和民航总局同意，1992年8月与空客签订购买6架A300的合同:196。1992年邓小平南巡后，东北地区至广州航线客货运输量剧增，只有MD-82一款中型客机的北方航空因此只得增加航班密度，但仍旧杯水车薪，为此北方航空该年8月向民航总局申请湿租国外航空公司的宽体客机。1992年12月7日，国家计委批准北方航空向俄罗斯普尔科沃航空湿租3架伊尔-86，租期约一年，1993年申请再湿租一架:195，首两架1992年12月投放至沈阳，后两架1993年4月投放至哈尔滨。由于1992年签约的A300交货较晚，北方航空决定先行从AWAS经营性租赁两架A300，这两架飞机1993年6月和7月相继交付:196，北方航空遂于1993年8月将沈阳基地的两架伊尔-86提前退租，投放在哈尔滨的另外两架伊尔-86则续租至1994年7月31日:195。北方航空从空客购买的首架A300最终于1994年7月13日交付:196。
1994年10月8日，沈阳北方航空食品有限公司组建，原北方航空飞机维修厂、机关航材处、机务处同年10月17日合并为北航飞机维修基地:71。1994年10月30日，北方航空与海南省三亚市人民政府、三亚凤凰国际机场共同投资组建的北方航空三亚有限责任公司（简称“北亚航空”）成立，这是北方航空公司旗下首个控股公司:71，初期执管2架MD-82（至1997年已执管4架:192-193）。1995年9月，由于国际航线少，适合宽体客机的国内航线有限，由运力不足转为运力过剩的北方航空决定将即将交付的余下两架A300干租予大韓航空，这是中国民航首次向国外出租飞机，此后北方航空于1996年6月又将一架A300租予大韩航空:197。1995年7月，经民航总局批准，北方航空与麦道公司签约购买11架麥道MD-90:198，2000年又购入了上海飞机制造厂组装的两架MD-90:199。

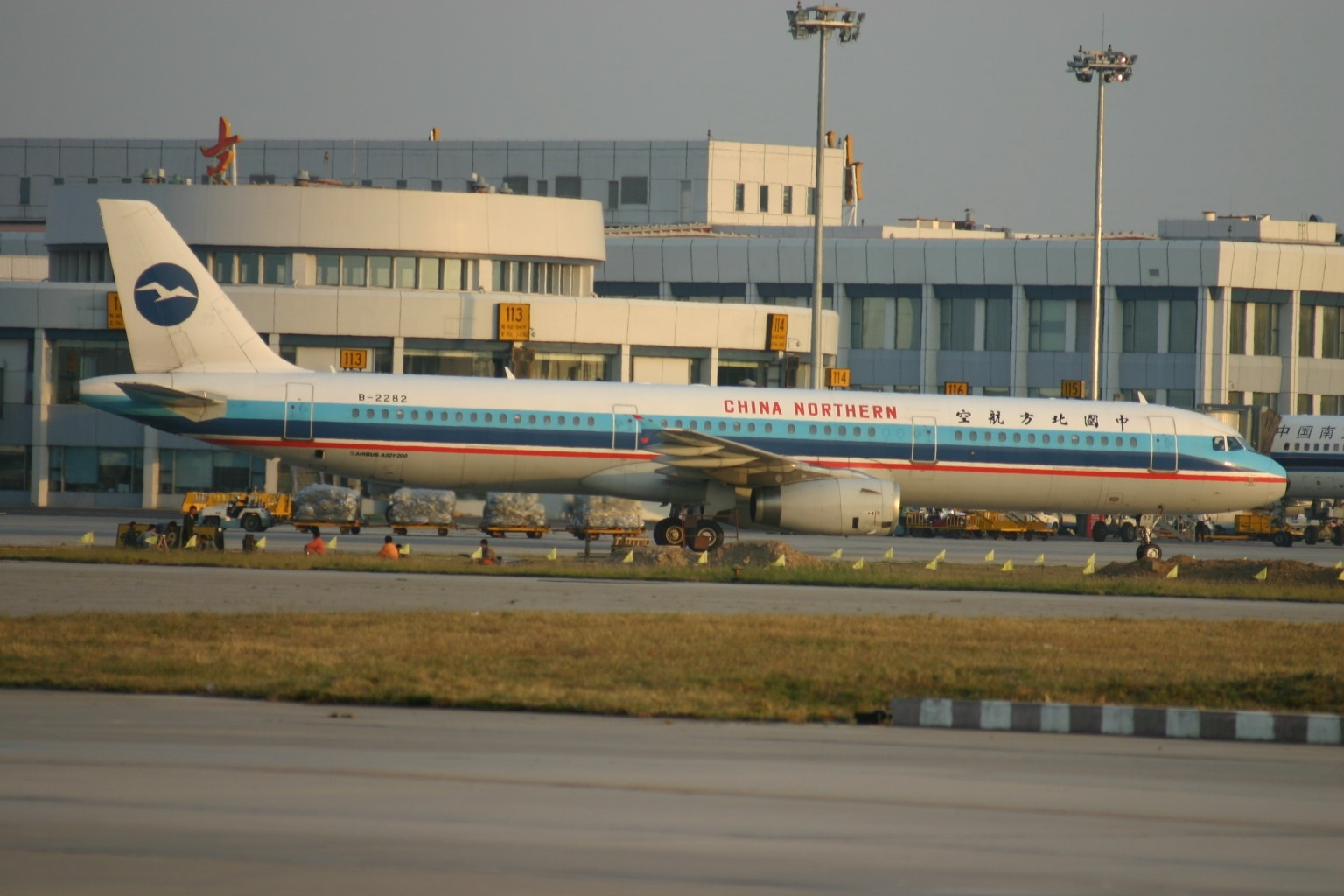
中国北方航空A321停靠在北京首都国际机场1号航站楼（2004年至2008年由南航独营时期）；A321为最后一款交付时使用北方航空涂装的客机

1997年1月12日，北航黑龙江分公司、黑龙江省天鹅航空实业发展有限公司、黑龙江省国际信托投资公司合资组建的北航天鹅航空有限责任公司（简称“北鹅航空”）成立:72。1998年至1999年，北方航空外租大韩航空的三架A300租约相继到期，回归北方航空运营，至于北方航空最初经营性租赁的两架A300则于1999年初夏退租:197。1998年，北方航空决定引进空中客车A321，2001年10月起交机:200。
2000年7月，中国民航总局宣布通过重组航空公司组建三大航空运输集团。其后，北方航空开始与中国南方航空（集团）公司进行深层次接触和会谈，经协商达成联合重组意向:49。2002年10月18日，南航集团北方公司在沈阳挂牌，对外暂时仍以北方航空名义运作:49-50。2002年12月，北鹅航空由北航哈尔滨营业部接管运输生产经营业务:76，2004年11月恢复为黑龙江分公司，2005年正式改为南航股份黑龙江分公司:78。
2004年6月，北亚航空脱离北方航空，改为中国南方航空集团海南有限公司:74。2005年1月1日，原北航公司所属分公司与北航公司脱离，直属南航股份公司领导，北航公司总部机关改设南航股份北方分公司:74。截至2025年5月，中国北方航空有限公司仍未正式注销，而是作为中国南方航空集团有限公司全资子公司存续，经营范围为“清理债权债务”。

## 曾使用機型
- 空中客車A300B4-622R(8架)
- 空中客車A321(6架)
- 麥道MD-82(27架)
- 麥道MD-90-30(13架)
- 运-7（11架）

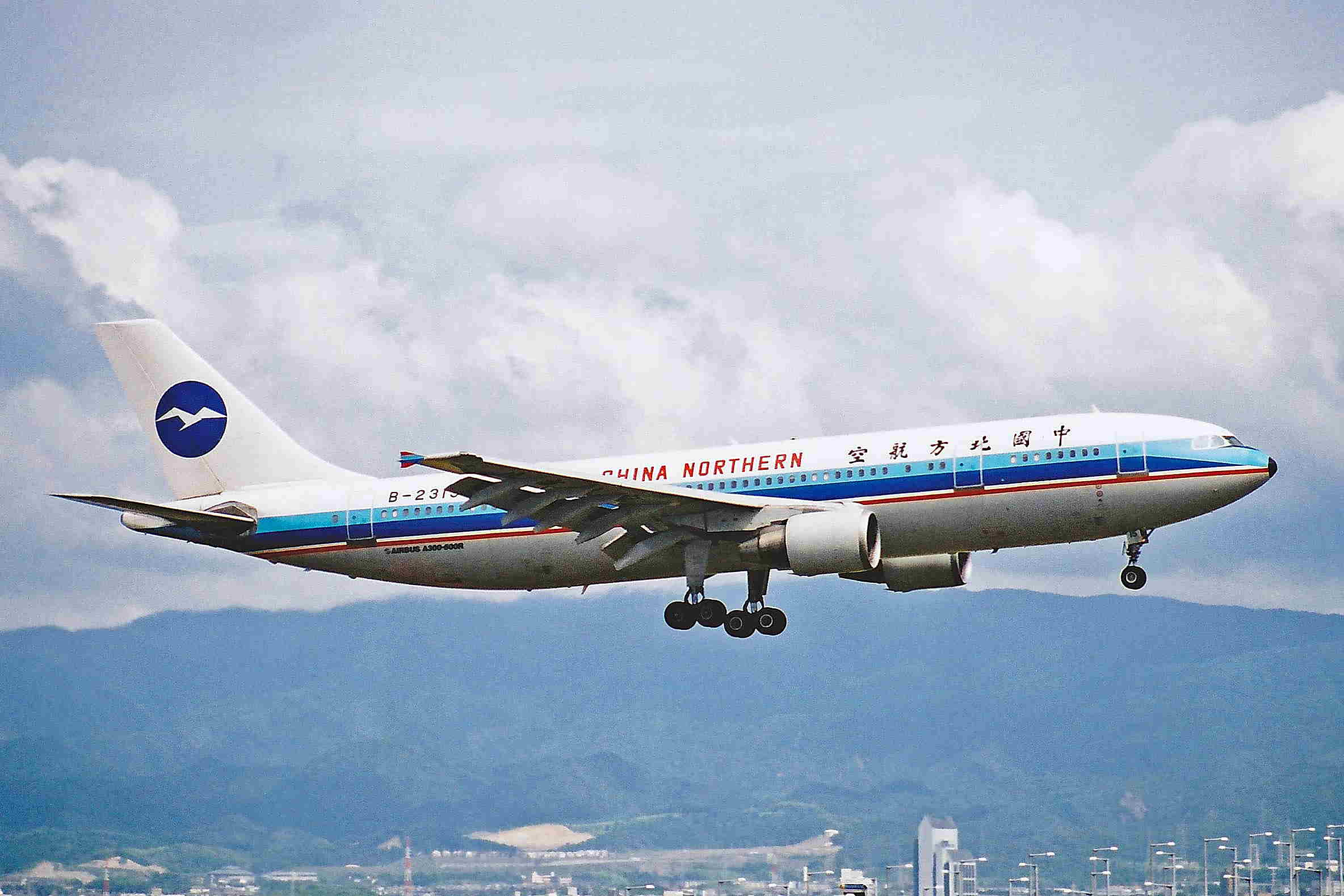
中国北方航空A300降落在关西国际机场（2001年）

北方航空的部分空中客车A300曾于2000年曾租予泰国天使航空。

## 意外和事故
- 1993年11月13日，中國北方航空6901號班機，一架MD-82（B-2141）在烏魯木齊地窩堡國際機場因機組人員調錯高度表並無視近地警告而墜毀，機上102人中有12人遇難。
- 1999年10月18日，中國北方航空6361號班機為一架空中客車A300B4-622R，從哈爾濱起飛之後被一名乘客發現右側機翼部分鉚釘脫落，飛機其後備降瀋陽，維修後繼續飛往廣州。這次故障險些造成機毀人亡。[6]
- 2002年5月7日，中國北方航空6136號班機，機型麦道MD-82（B-2138），由北京飞往大连途中，在大連周水子國際機場东侧约20公里海面失事，机上103名乘客和9名机组人员全部遇难。经事后调查，空难原因系乘客张丕林纵火导致飞机失事。

## 外部連結
- 中国北方航空公司官网（存档）
- 中国南方航空集團北方公司